# Папа-емерит
Папа-емерит (лат. Papa Emeritus, Pontifex Romanus Emeritus) або Папа на спочинку, також Почесний Папа — титул, що присвоюється Папі Римському, який добровільно відрікся від престолу.

## Поява титулу
Титул ввела католицька церква 28 лютого 2013 року у зв'язку з відречення Папи Бенедикта XVI. Про введення титулу журналістам повідомив голова прес-центру Святого Престолу Федеріко Ломбарді.
Для отримання титулу, відречення повинно відбутись відповідно до канону 332 § 2 Кодексу канонічного права, а саме бути вільним волевиявленням діючого Папи Римського, яке не потребує жодних погоджень чи затверждень.
З моменту відречення Бенедикт XVI був першим і єдиним в історії Папою-емеритом до своєї смерті 31 грудня 2022 року.

## Ознаки
На момент введення титулу протокол і коло обов'язків Папи-емерита не були визначені службами Святого Престолу і формувались поступово, в процесі перебування Бенедикта XVI на цьому посту.
Федеріко Ломбарді повідомив також про особливості, що відрізняли Папу-емерита від діючого Папи: Папа-емерит повинен носити просту білу сутану без папського білого плаща і коричневі, а не червоні туфлі. Форма звертання залишається колишньою — Ваша Святість.
Замість персня рибалки, який повинен знищуватись у момент відставки, Папа-емерит отримує звичайний перстень єпископа.

## Цікаві факти
- Бенедикт XVI став лише третім римським папою, що добровільно відрікся від престолу після Григорія XII в 1415 році[5] (з метою подолання Великого західного розколу) і престарілого Целестина V в 1294 році[6].
- Преса часто називає титул як «Почесний Папа Римський». Така назва була вперше згадана в іронічному контексті в п'єсі драматурга Євгена Шварца «Звичайне диво» і відома також завдяки двом екранізаціям — 1964 і 1978 років[7].
- Італійські блогери відмітили схожість назви титулу Papa Emerito з іменем одного з персонажів шведського традиційного хеві-метал гурту «Ghost» Papa Emeritus, що являв собою привида в папському одязі[8].
- Інформація про ніби-то встановлену Бенедикту XVI пенсію в 2500 євро, що з'явилась в газеті Ла стампа[9], була відразу спростована «Радіо Ватикану»[10].